# Boletus aestivalis
Boletus aestivalis (Jean-Jacques Paulet, 1793 ex Elias Magnus Fries, 1838), sin. Boletus reticulatus (Jacob Christian Schäffer, 1763/1774) este o specie de ciuperci comestibile din încrengătura Basidiomycota de genul Boletus în familia Boletaceae, a cărei nume generic este derivat din cuvântul latin (latină boletus=burete), fiind însăși transliterat de la cuvântul din greaca veche (greacă βωλίτης=ciupercă de sol), epitetul provenind de la cuvântul latin (latină aestivalis=văratic), fiind numită în popor hrib de vară, mânătarcă de vară, mitărci de alun(iș) sau predeluț.  Ea coabitează, fiind un simbiont micoriza (formând micorize pe rădăcinile de arbori). În România, Basarabia și Bucovina de Nord buretele apare solitar sau în grupuri, în păduri de foioase, numai sub stejari (dar este găsită și pe lângă stejari izolați prin parcuri), deja devreme din mai până în septembrie (octombrie).
Acest burete este încă una dintre ciupercile specific europene. În cursul istoriei sale, buretele a cunoscut mai multe sinonime. După cele mai recente erori și modificări științifice Boletus aestivalis trebuie să asculte actual denumiri botanice Boletus reticulatus'. Fapt este, că în cele mai multe cărți de ciuperci el este încă desemnat ca Boletus aestivalis. 

## Descriere

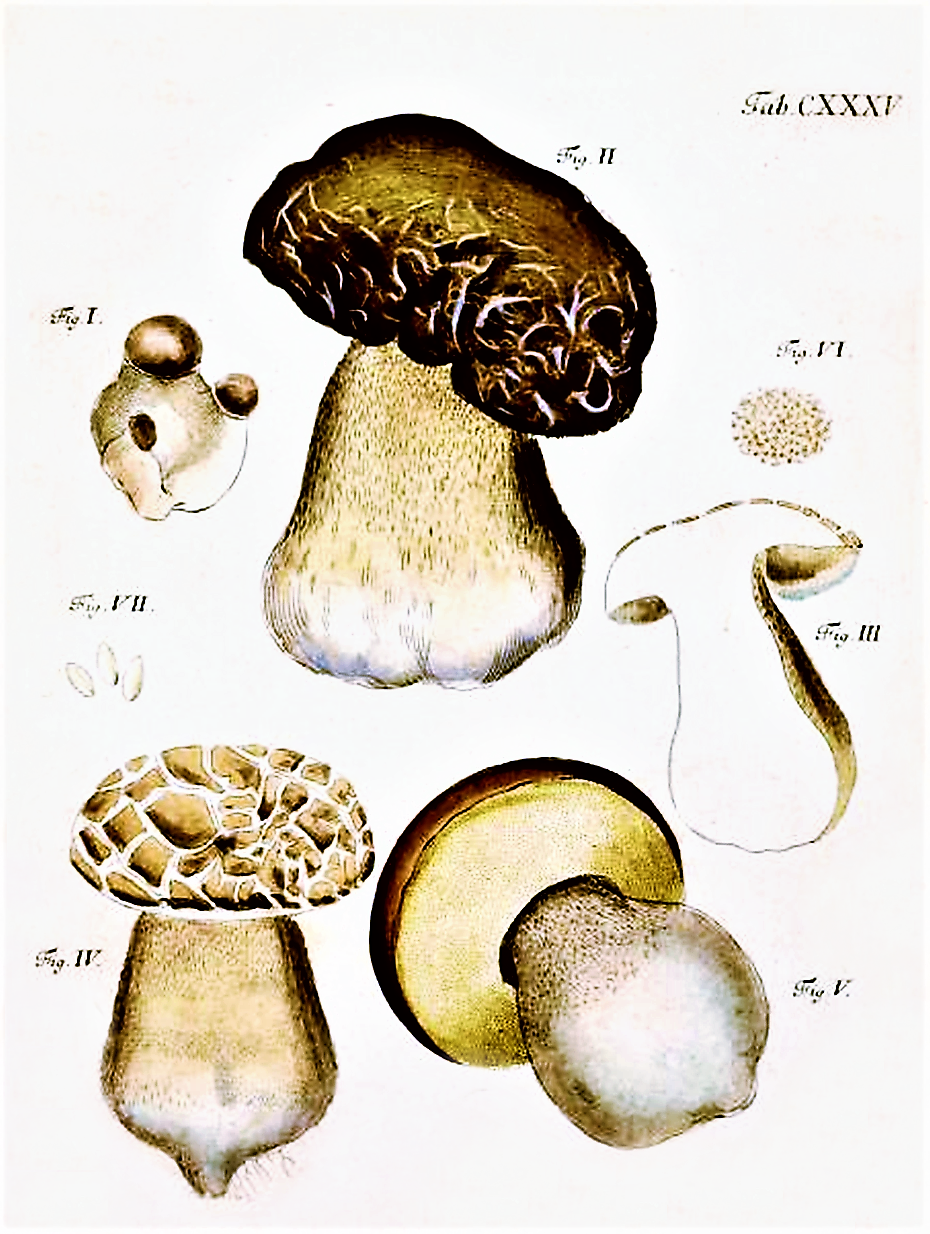
Schaeff.: Boletus reticulatus

Spre deosebire cu ciuperci de genul Agaricus care sunt de diversificare foarte veche (între 178 și 139 milioane de ani), începând din timpul perioadei geologice în Jurasic, genul Boletus are numai o vârsta între 44 și 34 milioane de ani).
- Pălăria: are un diametru de 6-20 (30) cm, este destul de cărnoasă, la început semisferică cu bordură răsfrântă în jos spre picior, întinzându-se apoi în formă de pernă, fiind la bătrânețe plată, ridicată, câteodată îndoită în sus. Cuticula este la început netedă, apoi catifelată, pe vreme umedă lipicioasă, la secete uscată, căpătând deseori crăpături adânci. Are un colorit palid-maroniu până maro de nucă. la margine deseori albicios.
- Tuburile și porii: sporiferele sunt de dimensiuni diferite, de lungime până la 12mm, aderente la picior, albicioase, apoi galbene și la sfârșit galben-verzuie, aproape măslinii. Porii sunt mici și unghiulari.
- Piciorul: are o înălțime de 7-15 cm și o lățime de 2,5-5 cm, este gros, cărnos, umflat și ușor sub formă de măciucă în tinerețe, devenind, odată cu avansarea in vârstă, cilindric, fiind  foarte fin reticulat pe toată suprafața lui sau doar în partea bazei sale. Tija este de culoare albicioasă până la maro deschis.
- Carnea: este albă, numai la început tare și compactă, devenind repede moale în pălărie. Sub cuticulă este de culoare maronie, peste tubulețe galbenă ca lămâia. Baza este de aceiași culoare cu pălăria și ciuperca nu se decolorează la leziune. Mirosul este plăcut, unii spun „de pădure” și gustul amintește la nuci. Hribul de vară este din păcate tare atacat de larvele țânțarilor Mycetophilidae.
- Caracteristici microscopice: Sporii sunt fusiformi, de culoare ocru-măslinie și au o mărime de 13-17 x 4-6,5 microni.[6][7]
- Reacții chimice: Cuticula se decolorează cu Hidroxid de potasiu mai închis, iar carnea și tuburile maro.[10]

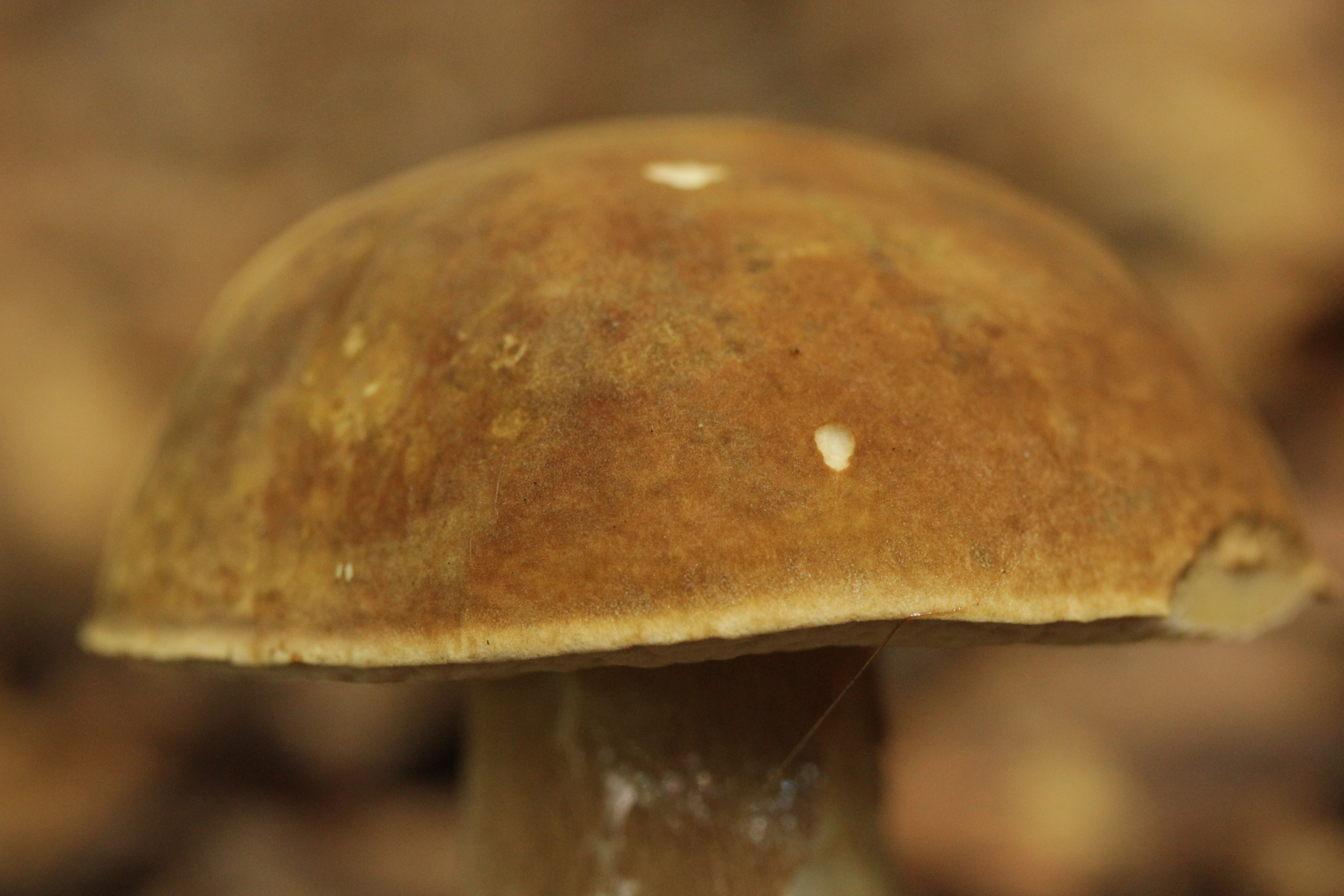
B. reticulatus, pălărie
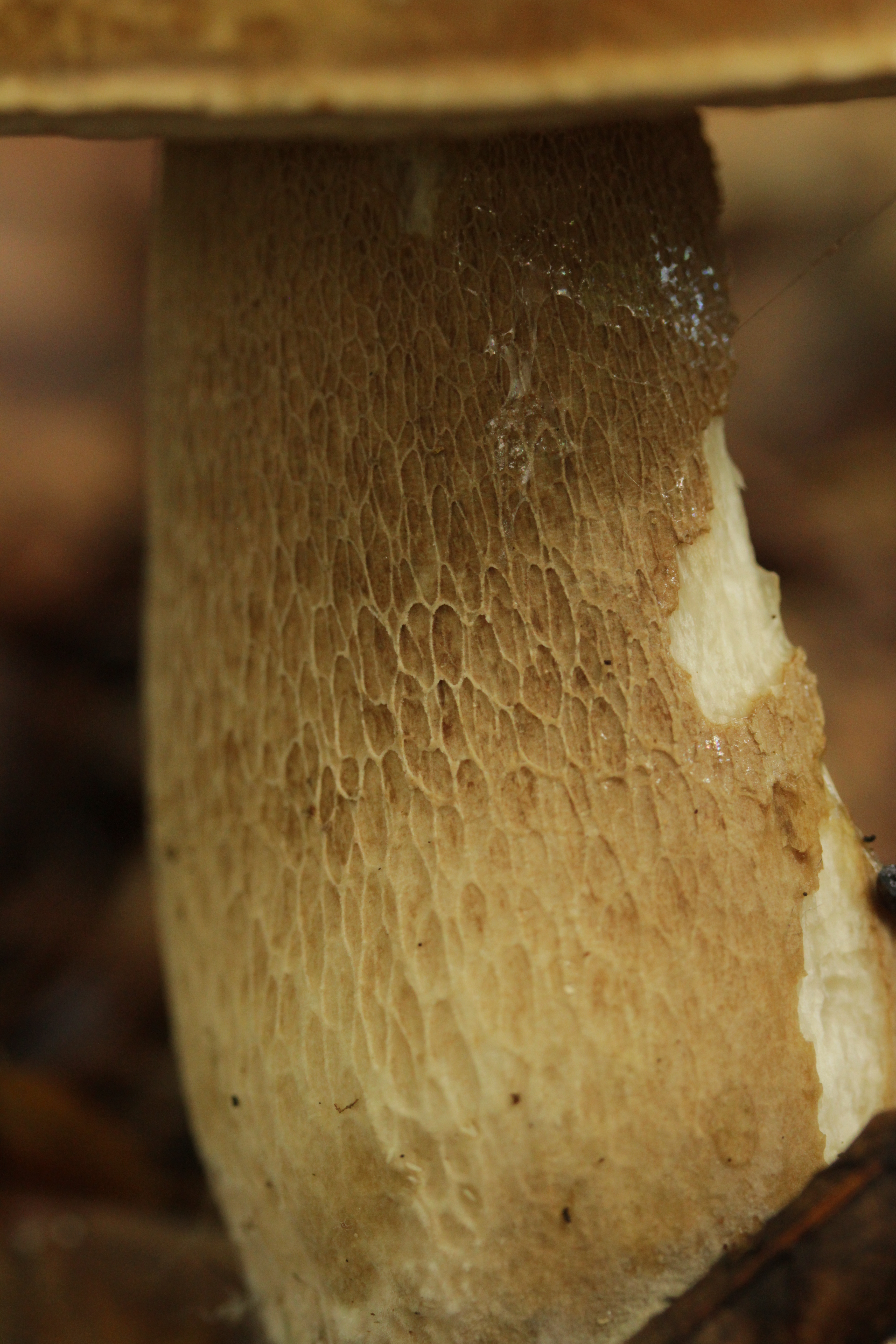
B. reticulatus, picior
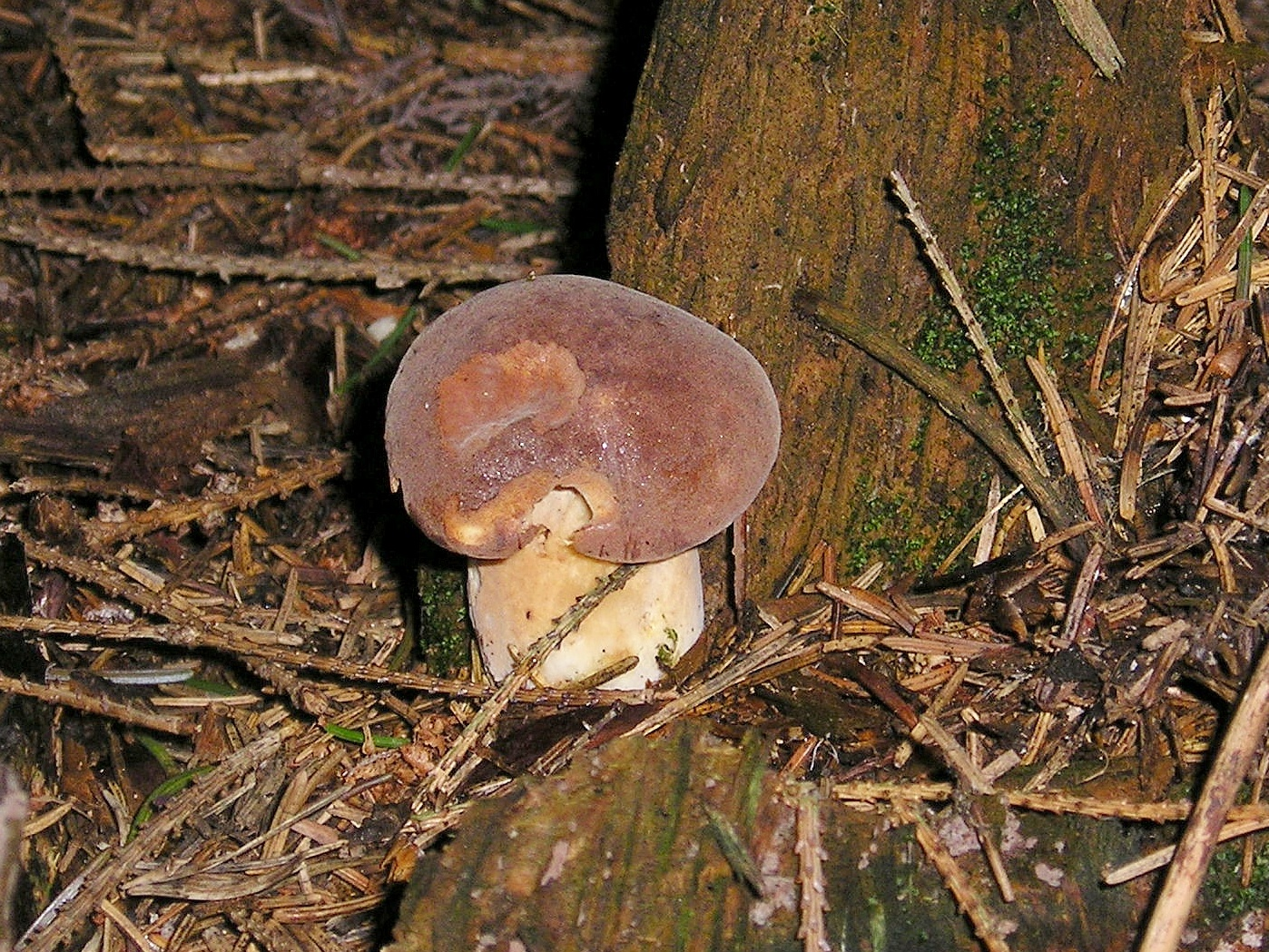
B. reticulatus tânăr
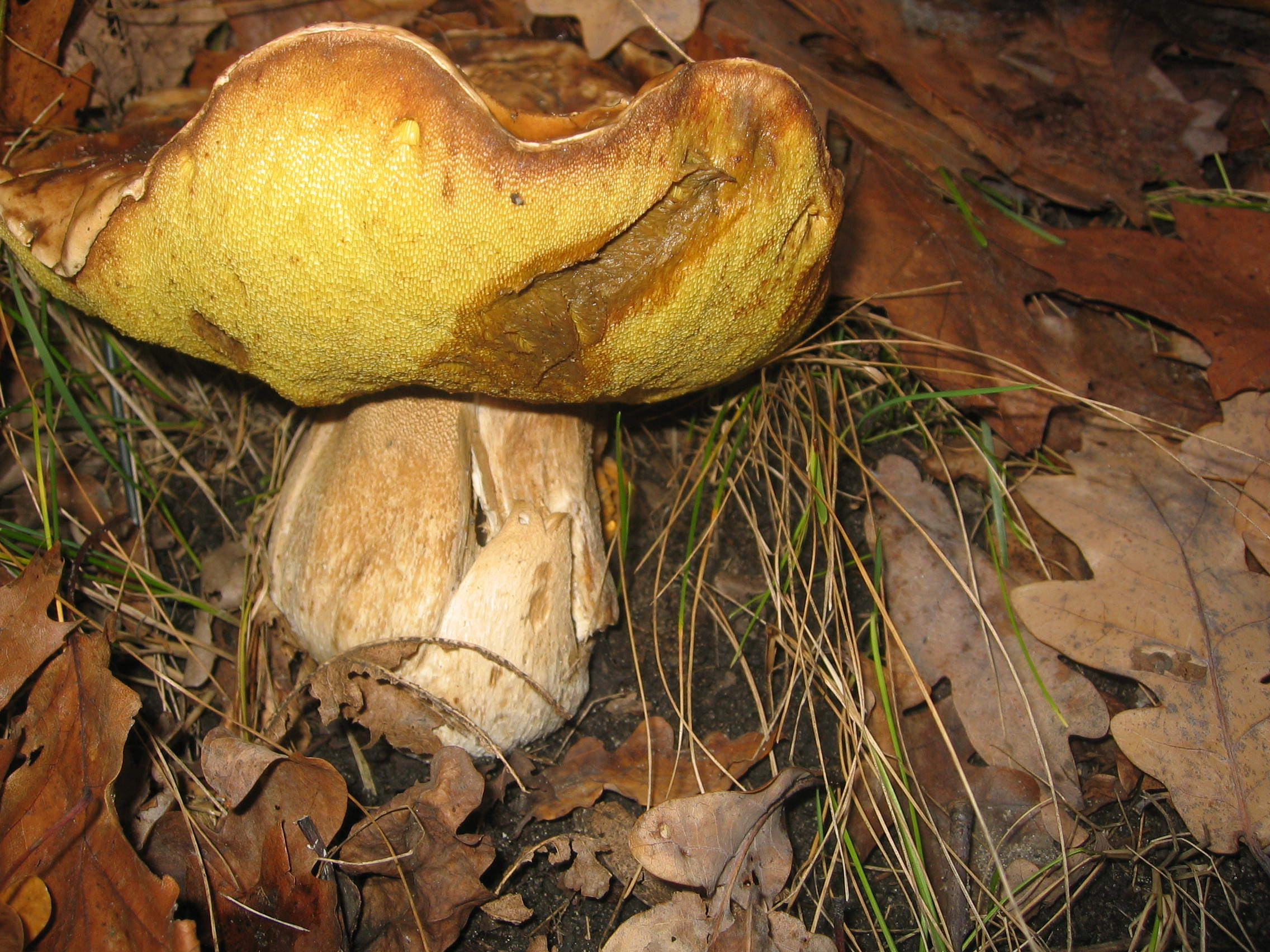
B. aestivalis bătrân, pori
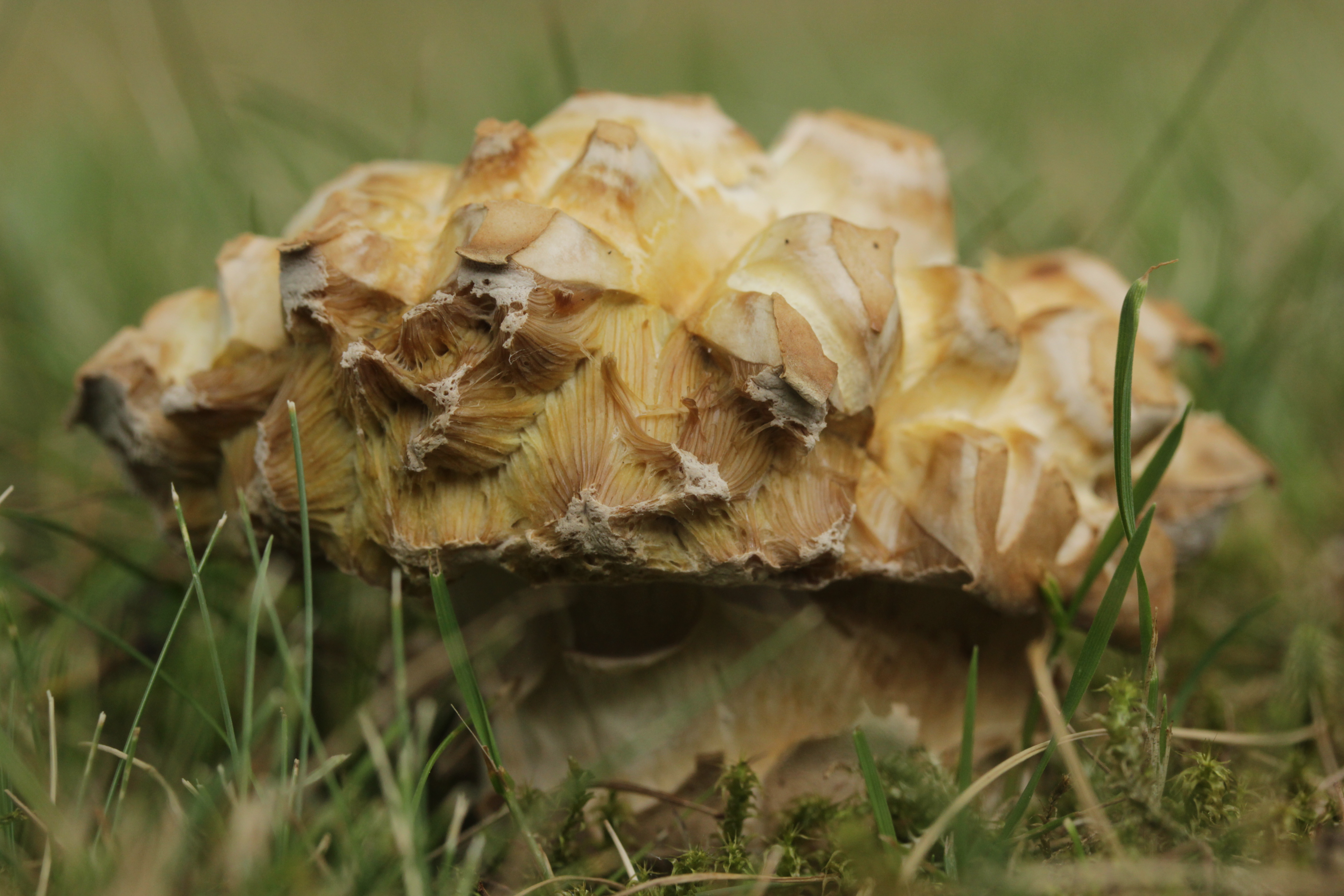
B. reticulatus foarte bătrân cu crăpături
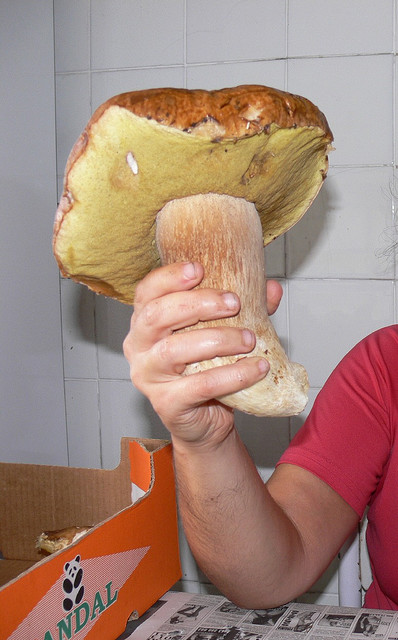
B. reticulatus uriaș

## Confuzii
Există multe alte specii care aparțin genului respectiv familiei, unele comestibile, altele otrăvitoare cu care hribul de vară poate fi confundat. Pentru începători se recomandă însă, să nu recolteze exemplare prea tinere, pentru a nu le confunda cu alte specii necomestibile sau chiar otrăvitoare. Aici câteva exemple din familia Boletaceae: Boletus aereus (comestibil), Boletus appendiculatus (comestibil, mai mic, pori galbeni, carne gălbuie care se colorează albăstrui după tăiere), Boletus badius sin Imleria badia (comestibil), Boletus calopus (necomestibil, foarte amar, pori gălbui), Boletus edulis (comestibil, gemenul lui), Boletus erythropus (comestibil, crud neprielnic), Boletus fragrans (comestibil, mai mic, pori galbeni, se colorează ușor albăstrui după leziune), Boletus impolitus sin. Hemileccinum impolitum (comestibil), Boletus junquilleus (gustos, mai deschis gălbui, spori gălbui), Boletus luridus (buretele vrăjitoarei) (comestibil, crud neprielnic), Boletus pulverulentus (de calitate mediocră, porii tind spre roșu), Boletus radicans (necomestibil, amar, picior fără roșu, crește numai în păduri foioase), Boletus speciosus (comestibil, mai mic, picior nereticulat și roșiatic, se colorează ușor albăstrui după leziune), Boletus splendidus ssp. moseri Gyroporus castaneus (comestibil, mai mic, tuburi și pori albicioși, pulberea sporilor galben ca lămâia) Imperator torosus sin. Boletus torosus ( probabil otrăvitor), Leccinum scabrum (comestibil), Rubroboletus lupinus sin. Boletus splendidus (suspectat otrăvitor, pori roșii), Rubroboletus satanas (buretele dracului) (otrăvitor, cuticulă de culoare deschisă), Suillus grevillei (comestibil), Suillus variegatus (comestibil) sau Tylopilus felleus (necomestibil).

## Specii asemănătoare în imagini

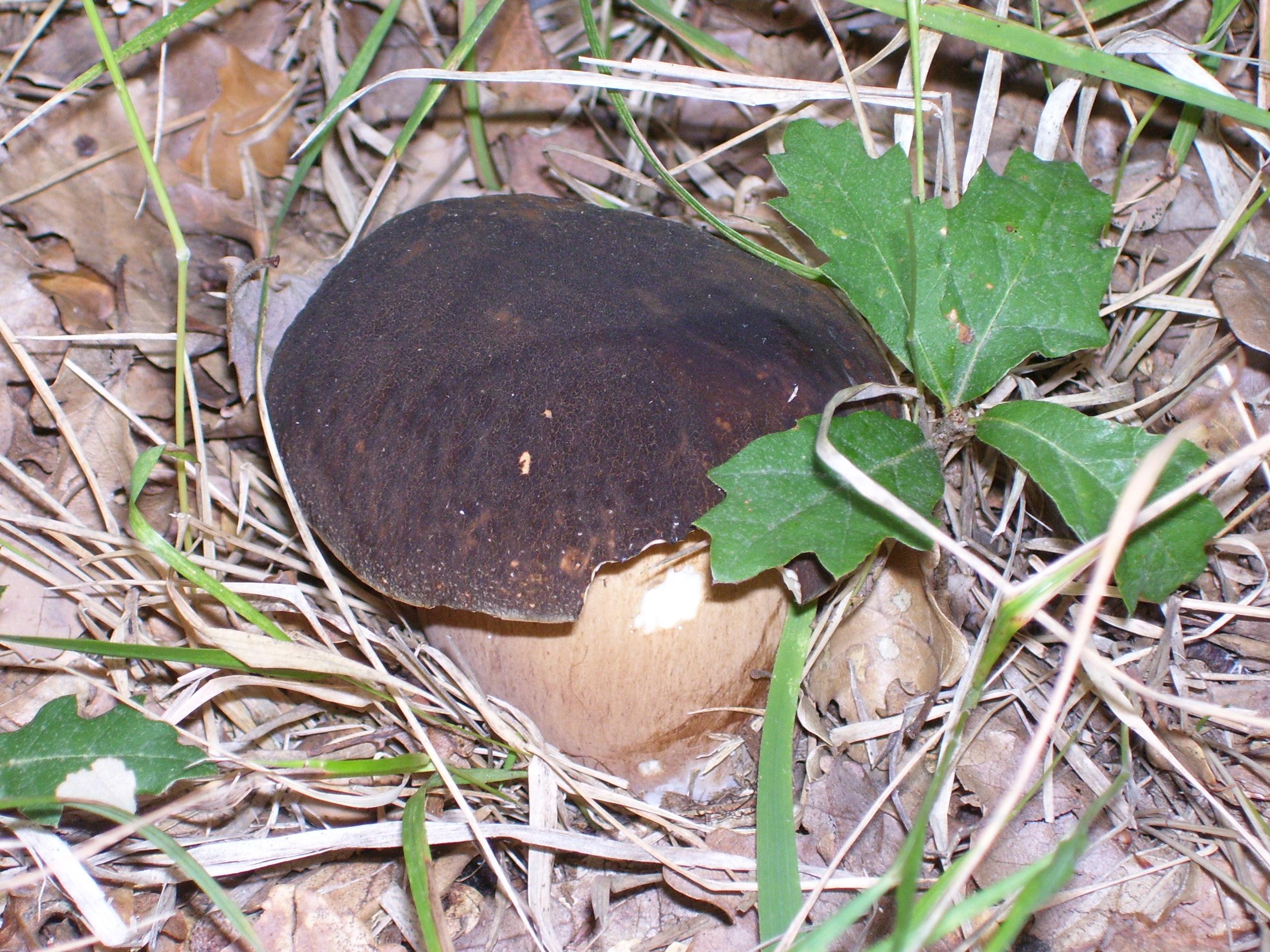
Boletus aereus
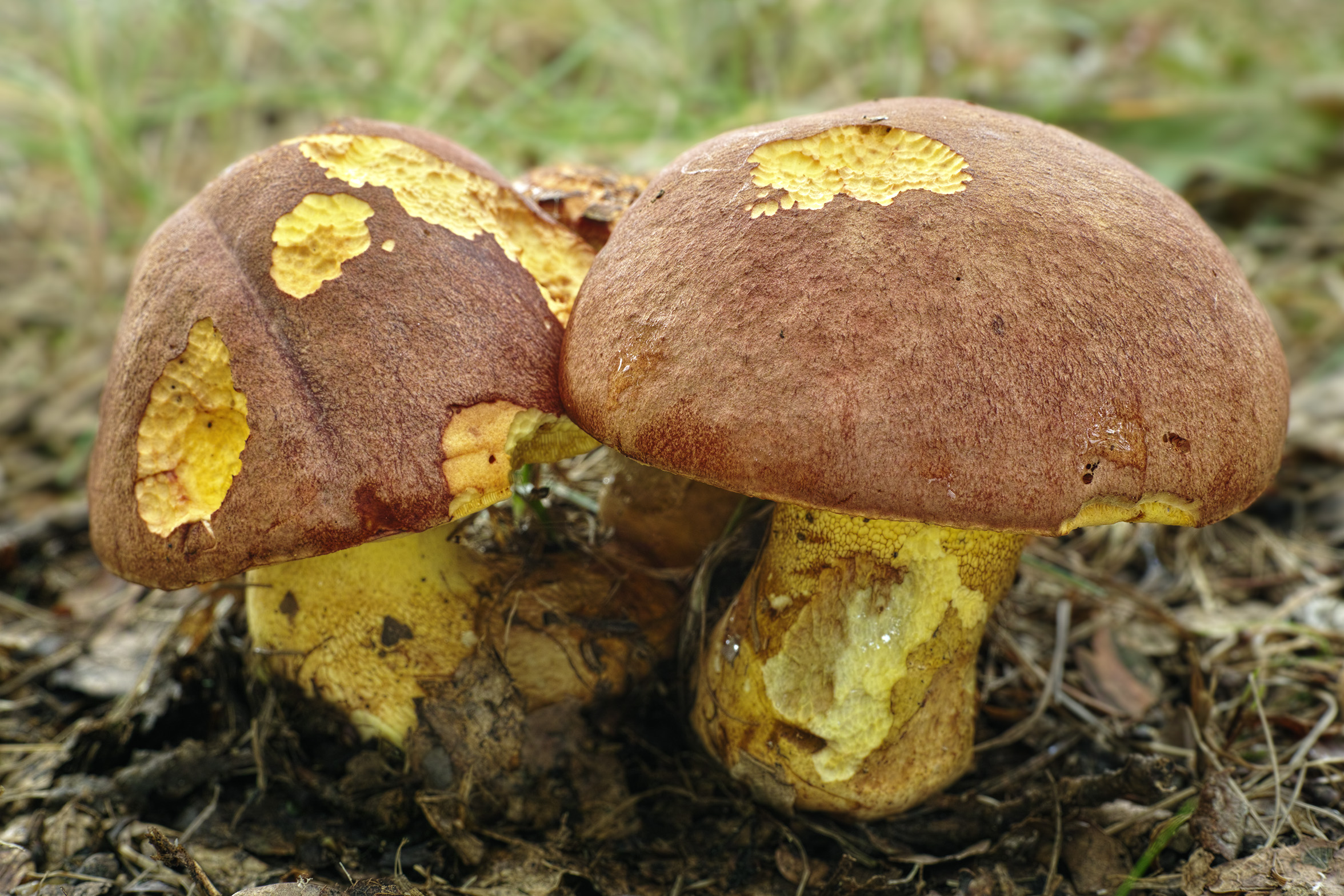
Boletus appendiculatus
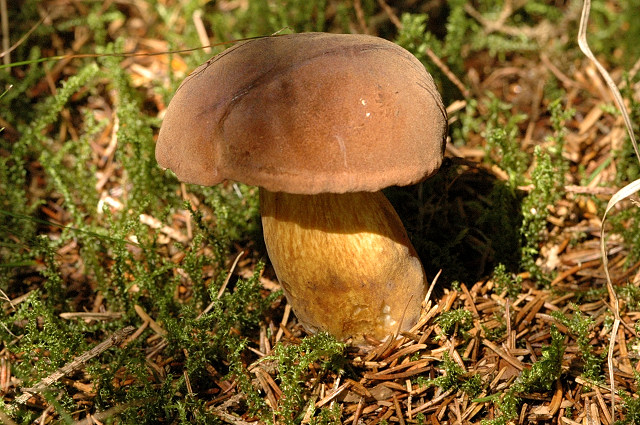
Boletus badius
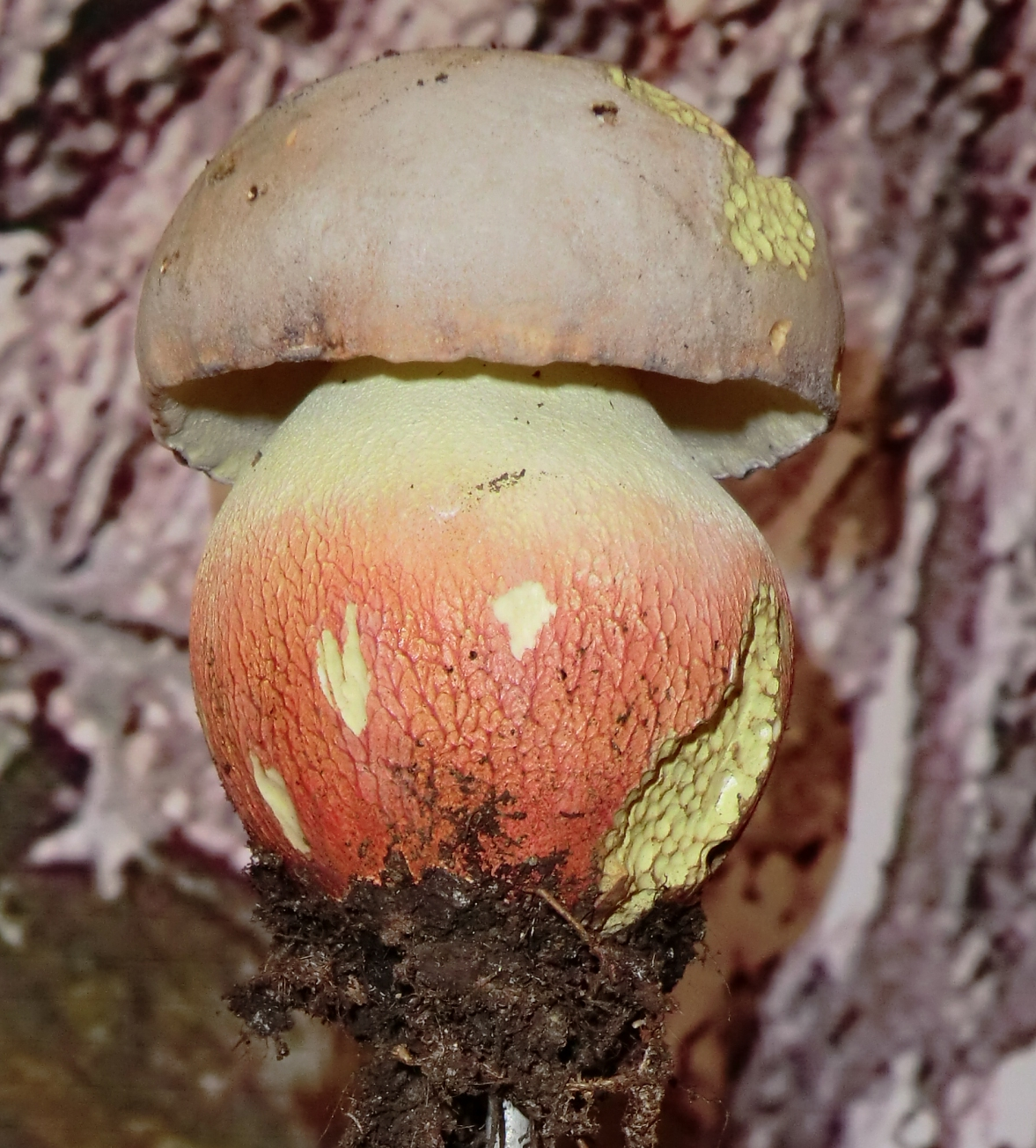
!!Boletus calopus!!
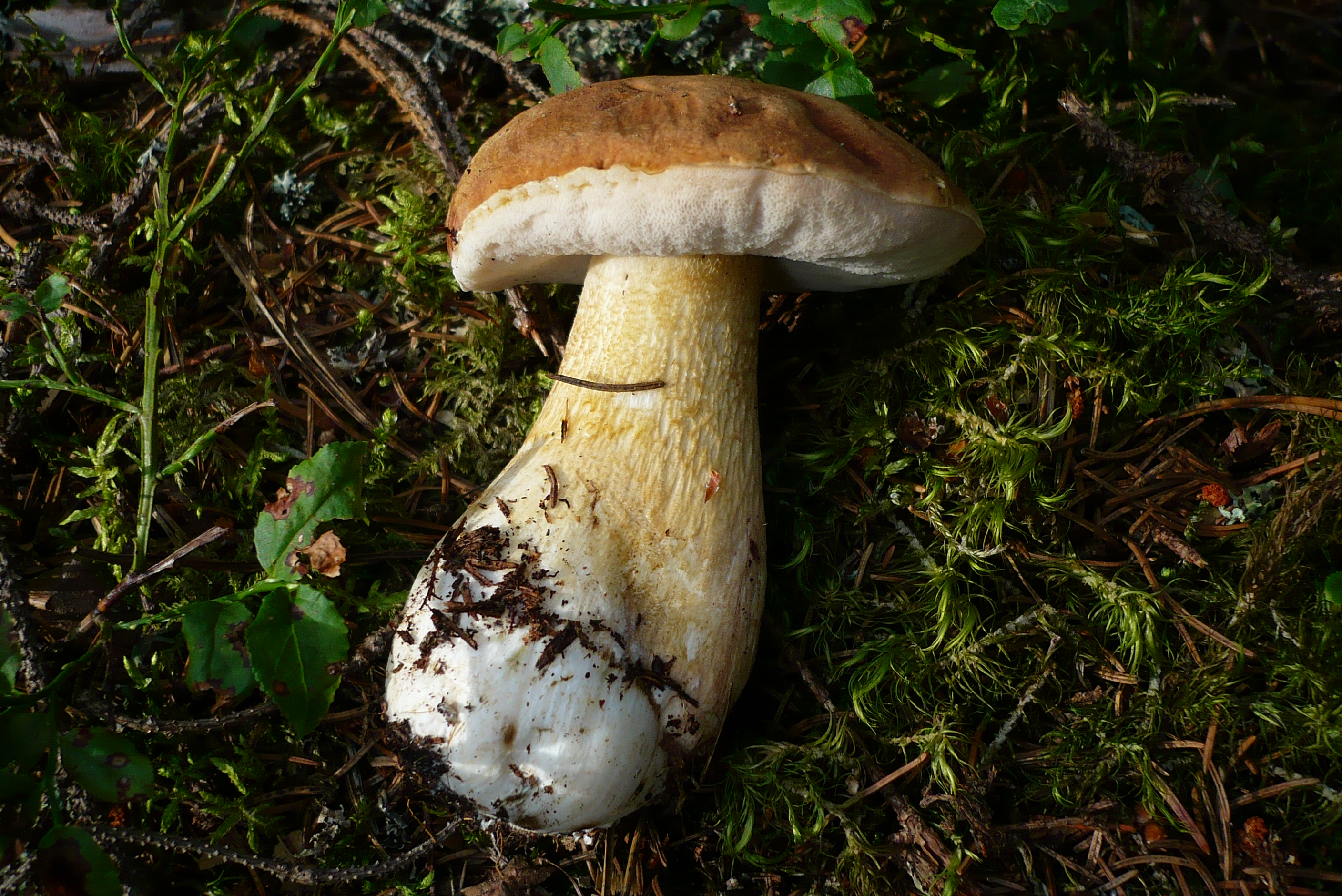
Boletus edulis
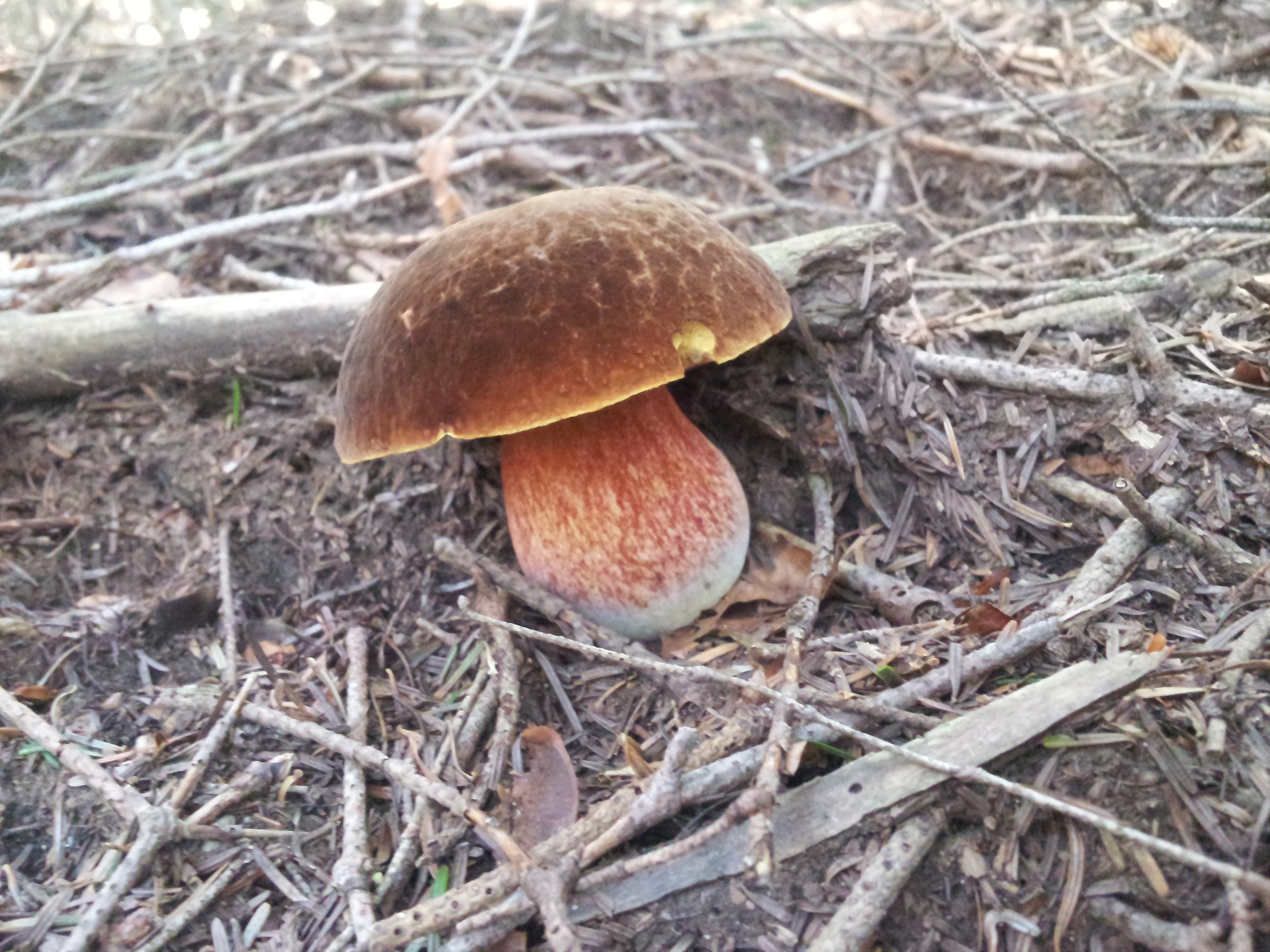
Boletus erythropus

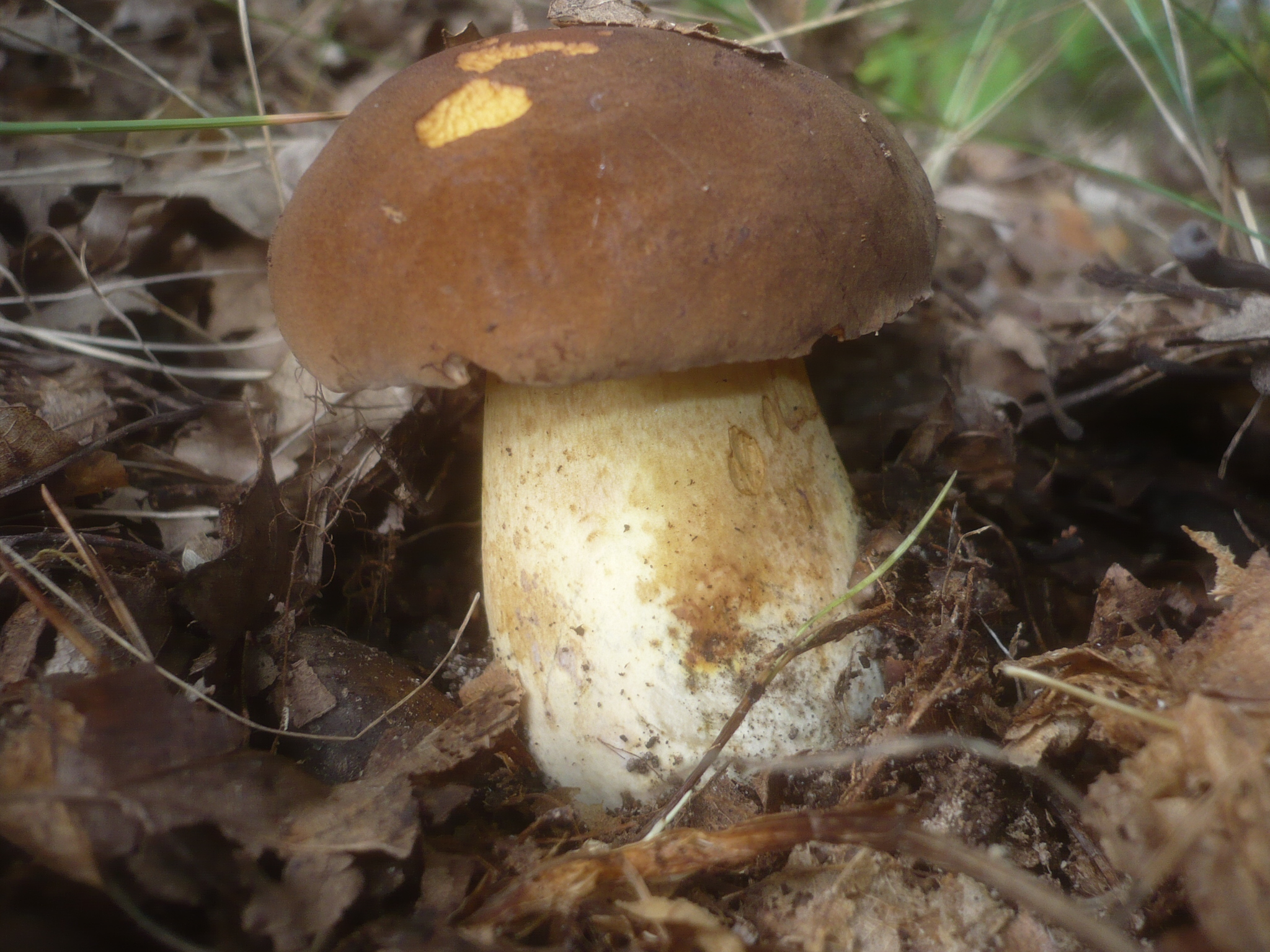
Boletus fragrans
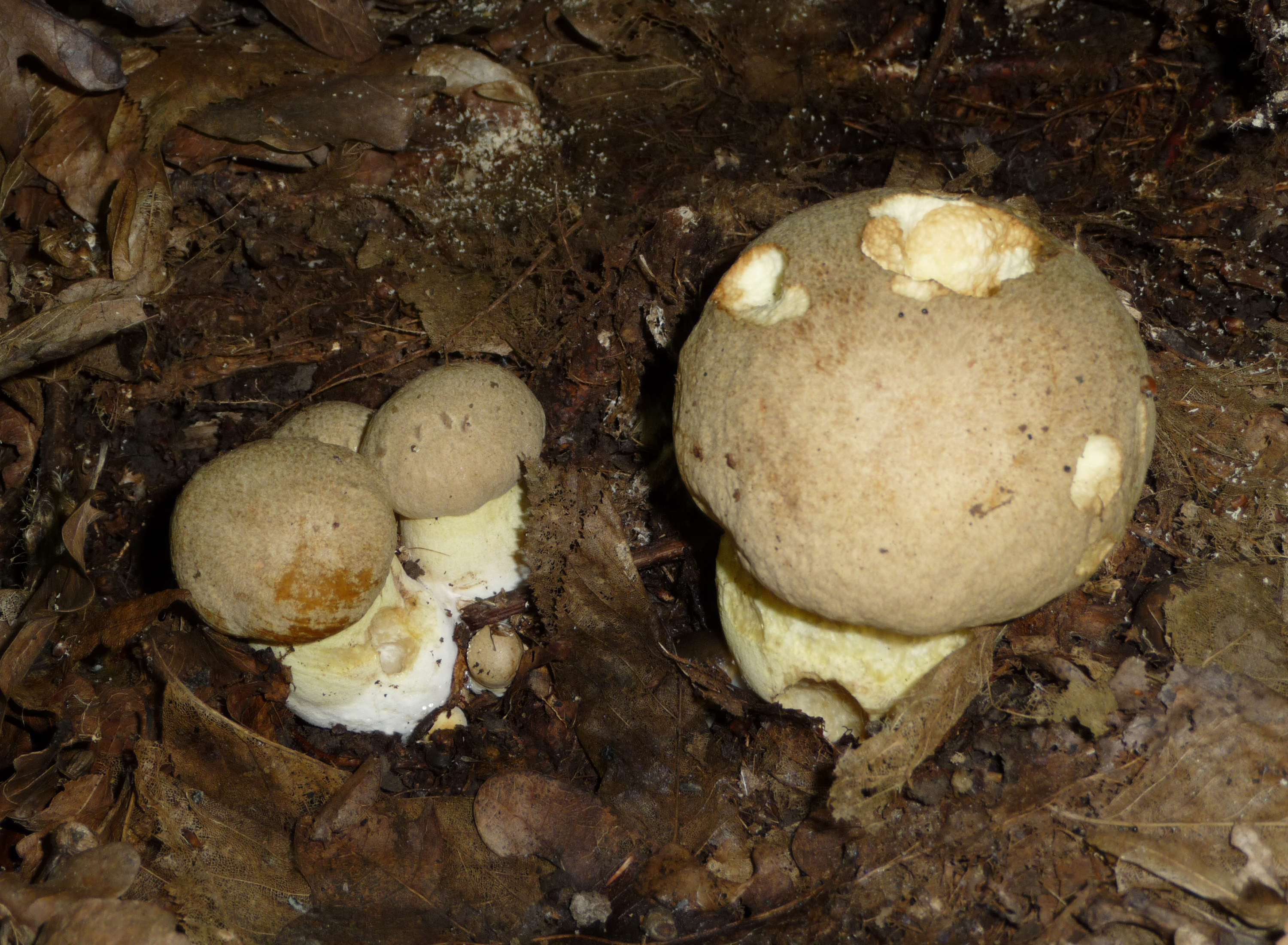
Boletus impolitus
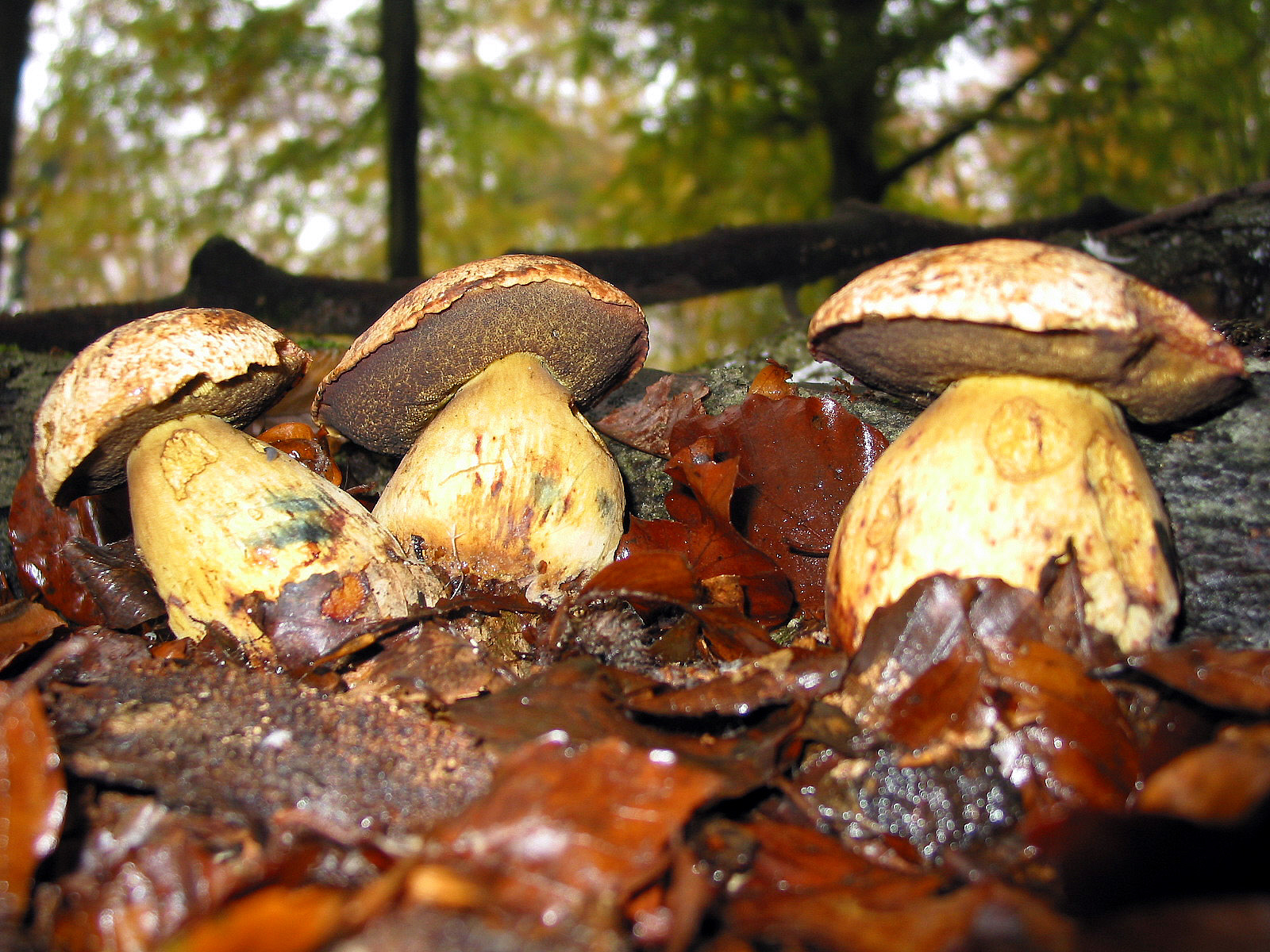
Boletus junquilleus
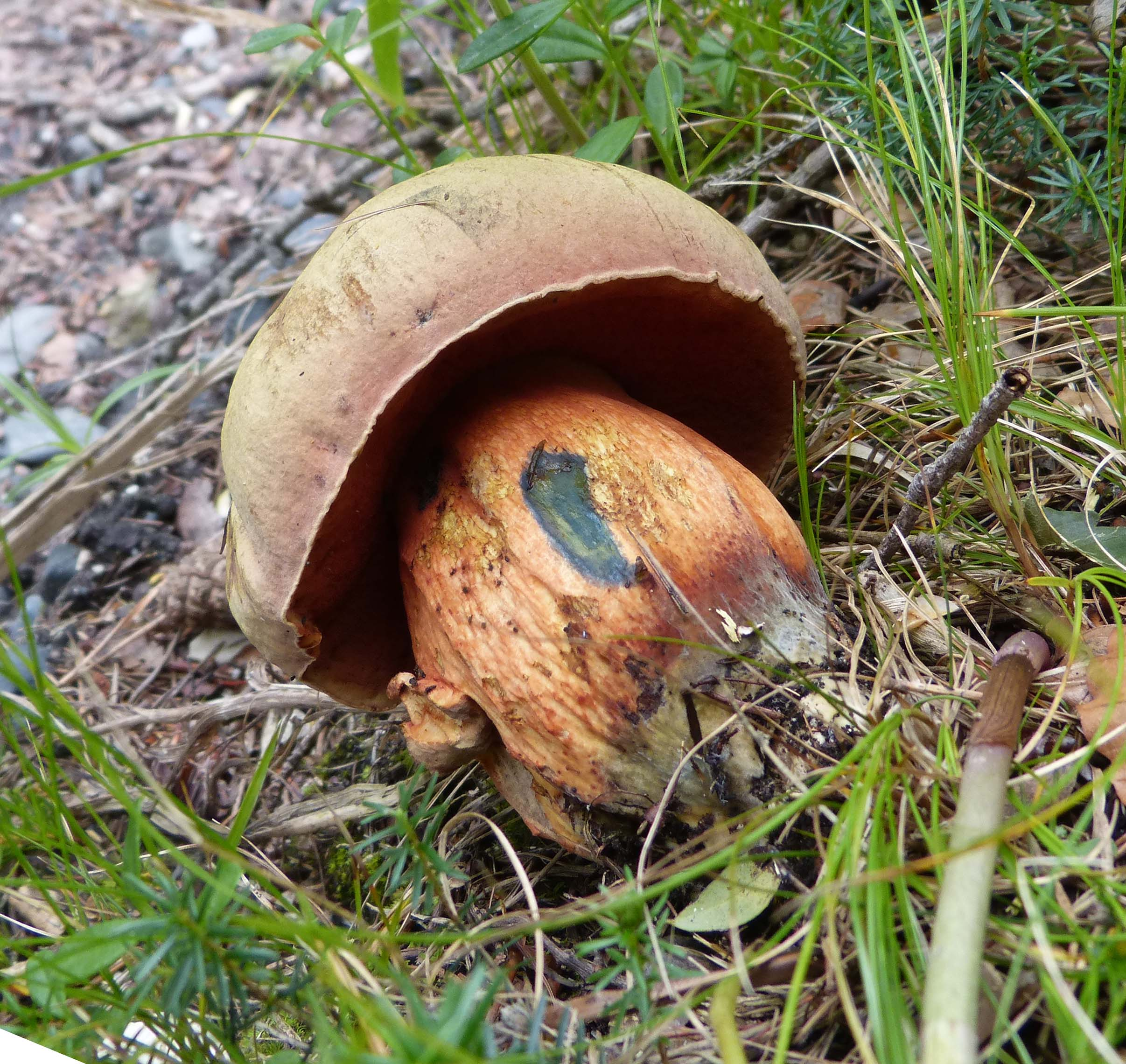
Boletus luridus
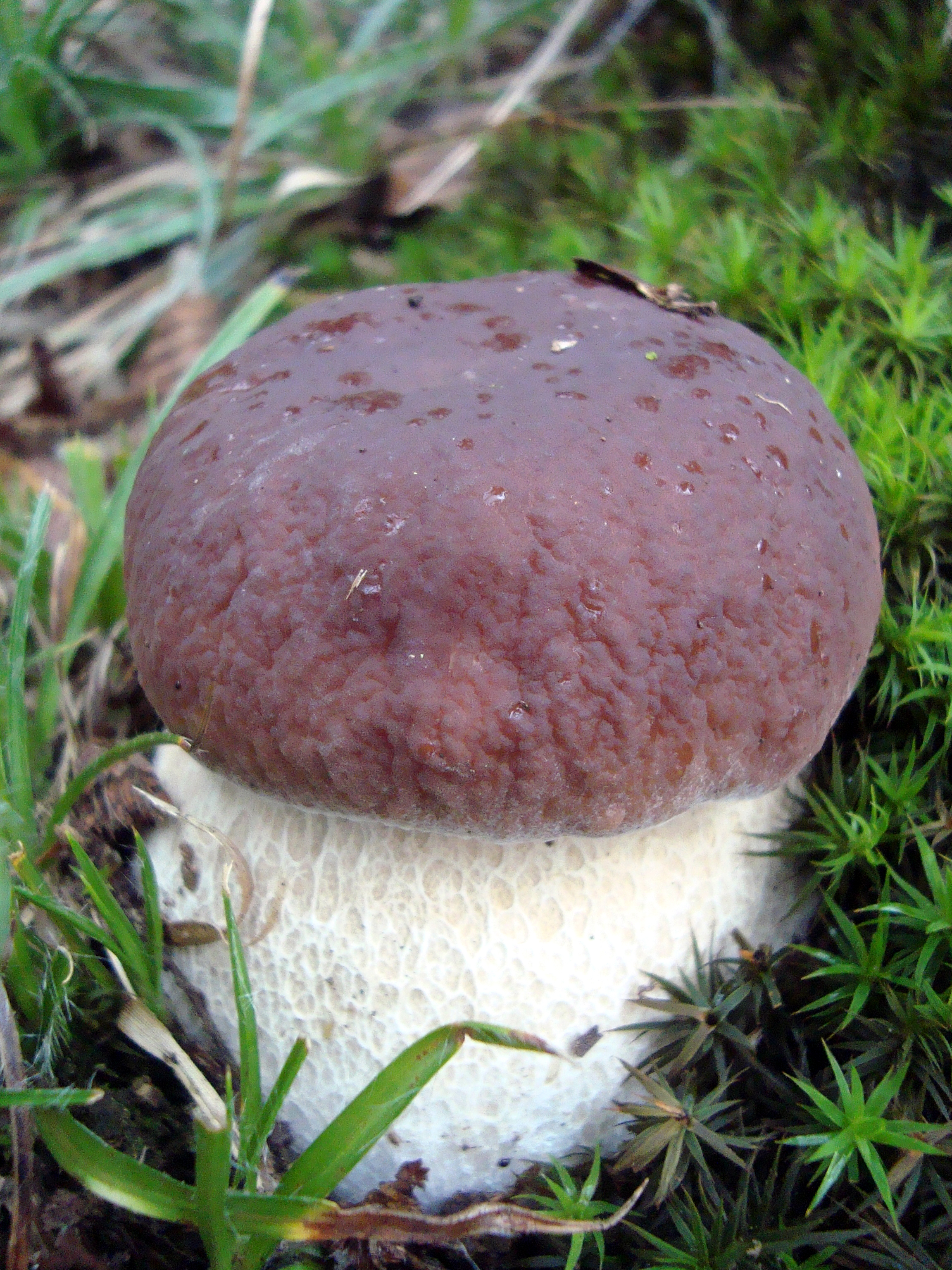
Boletus pinicola
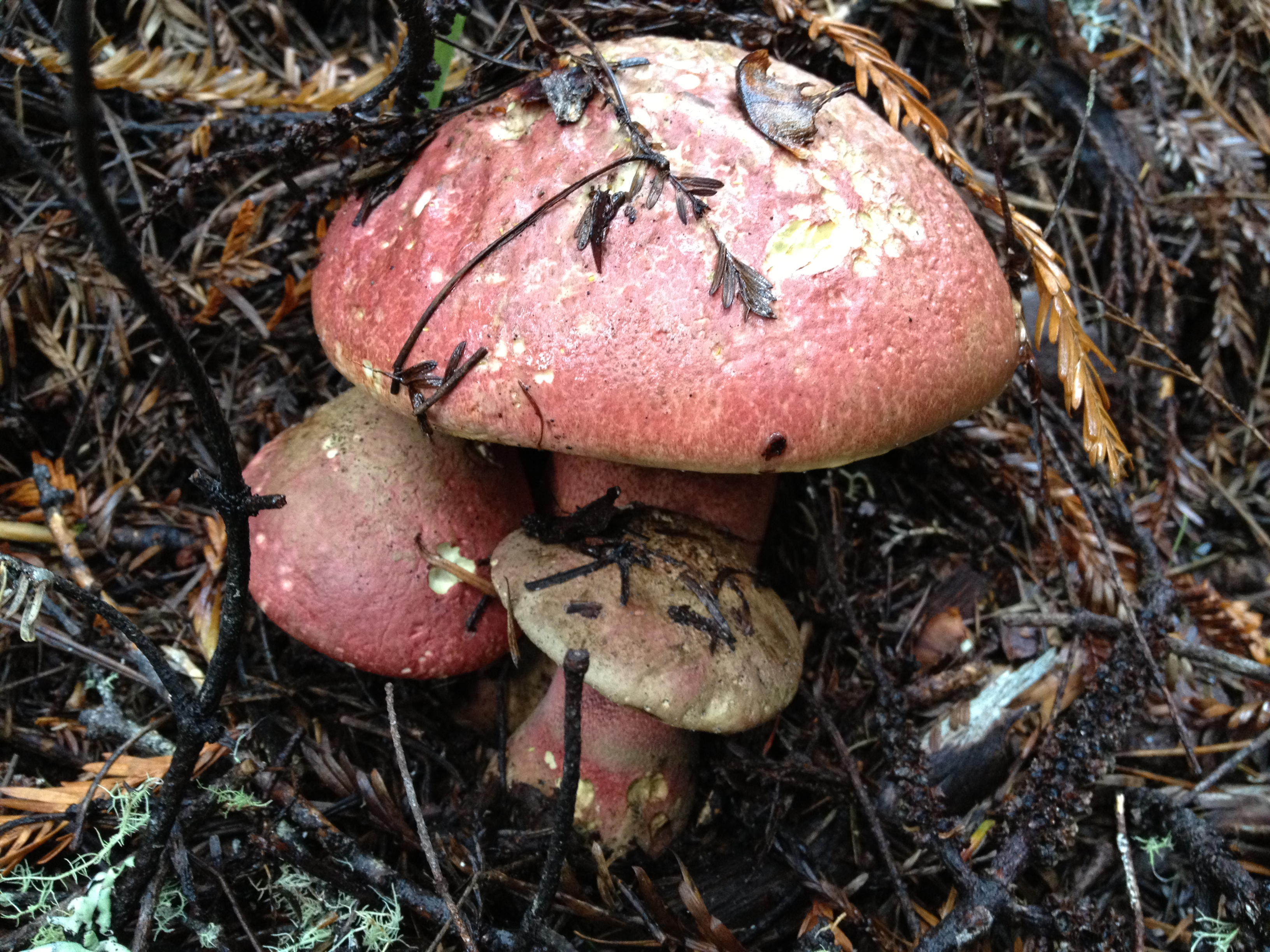
!!Boletus pulcherrimus!!

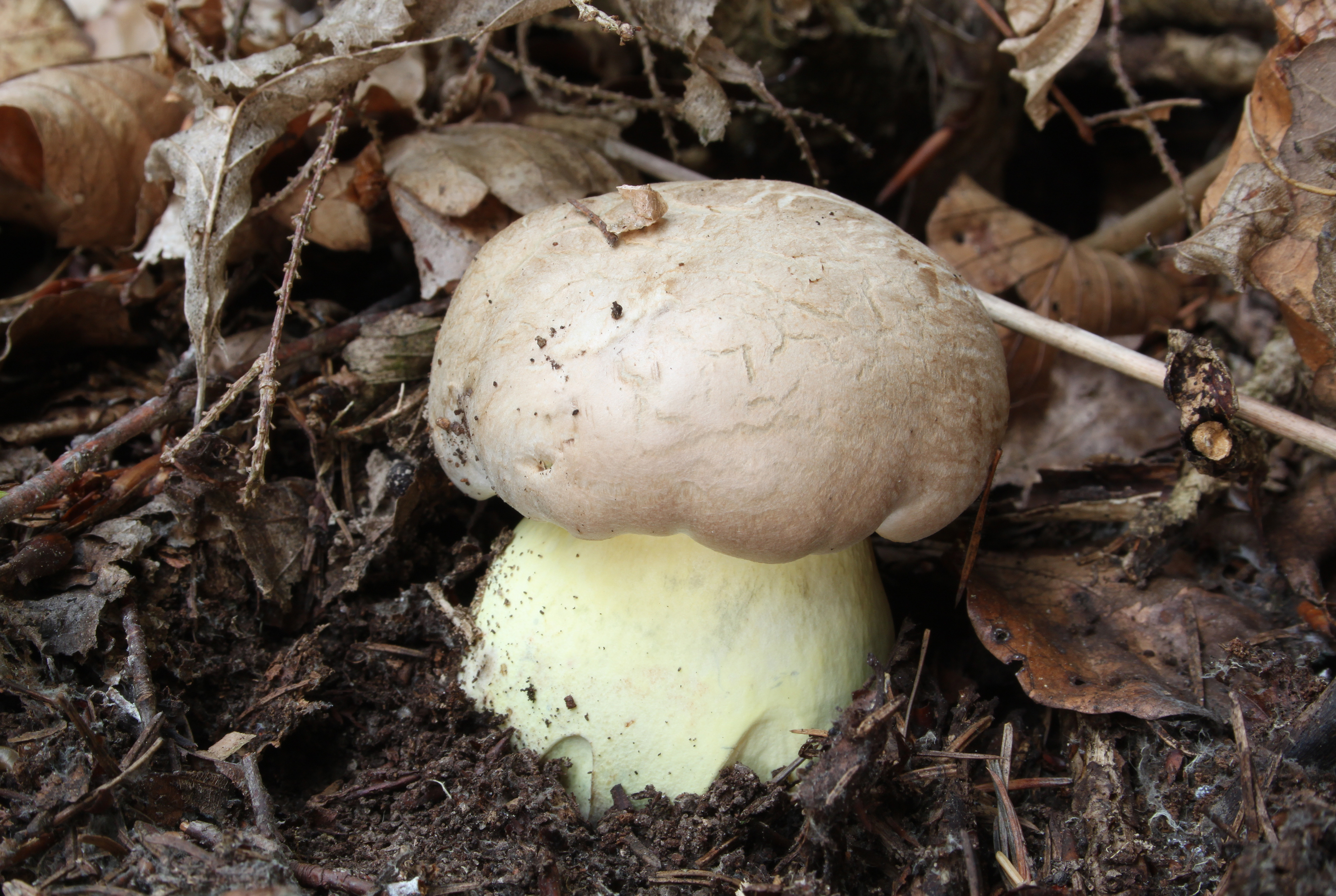
!Boletus radicans!
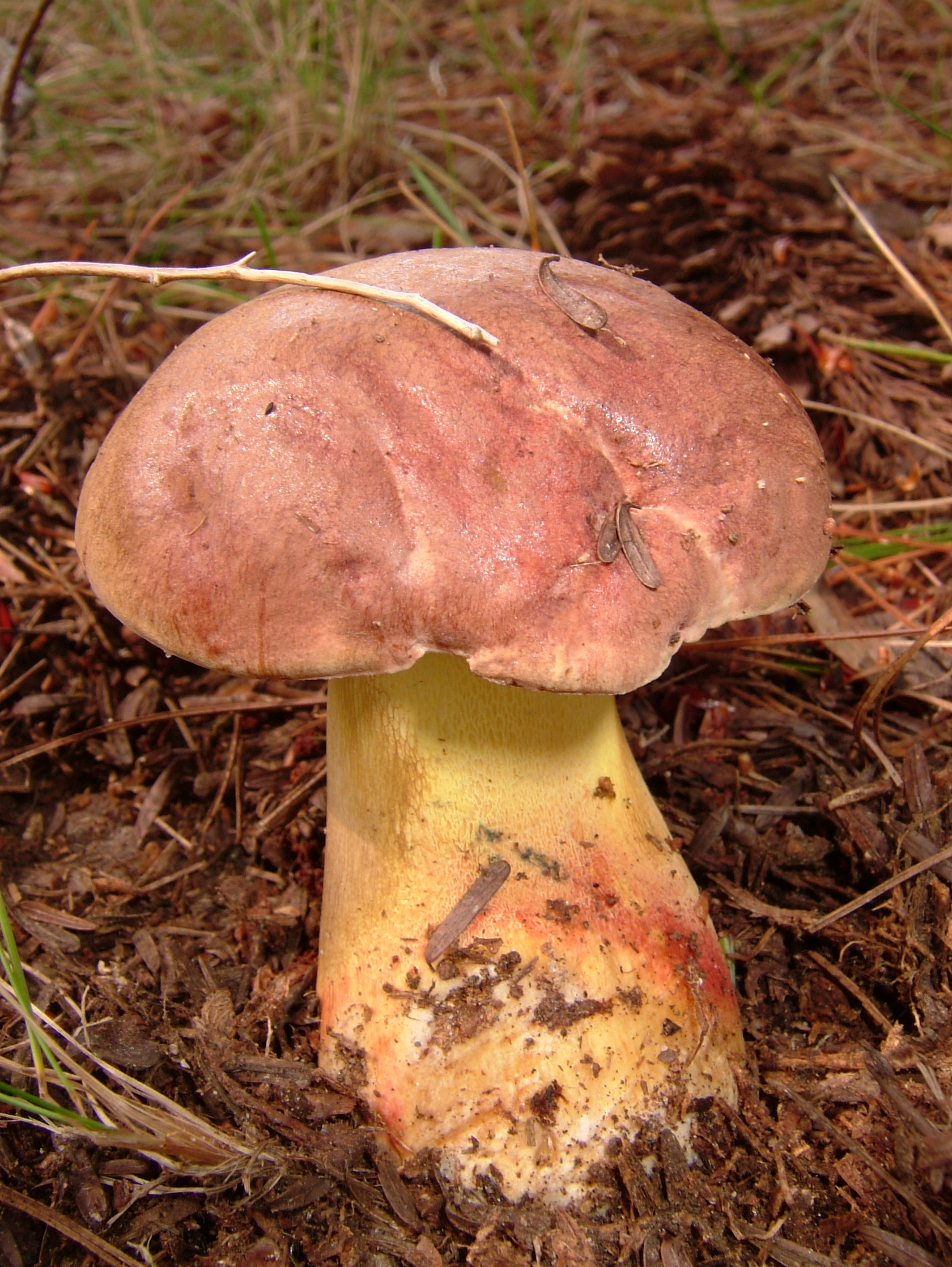
Boletus speciosus
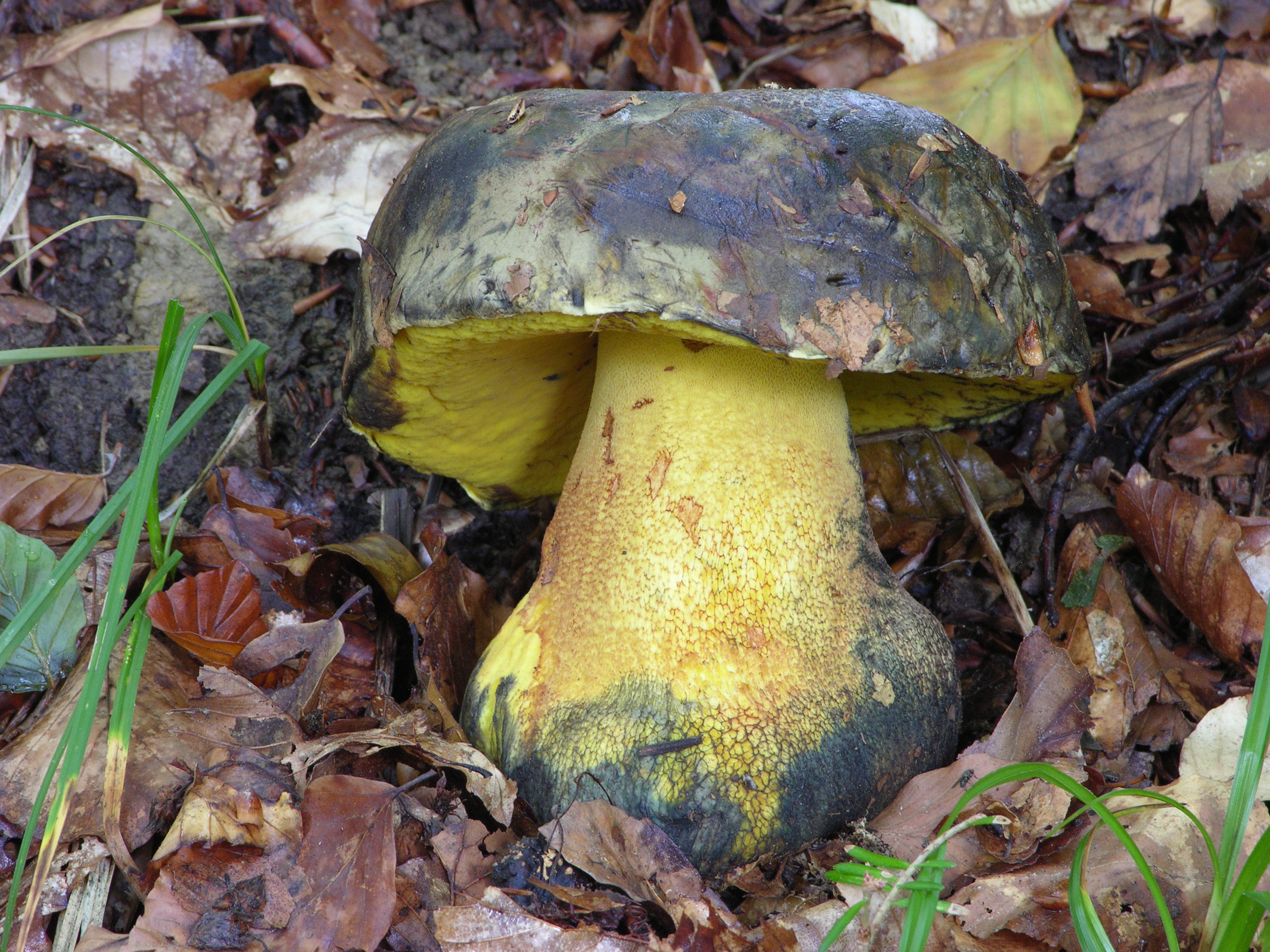
!!Imperator torosus!!
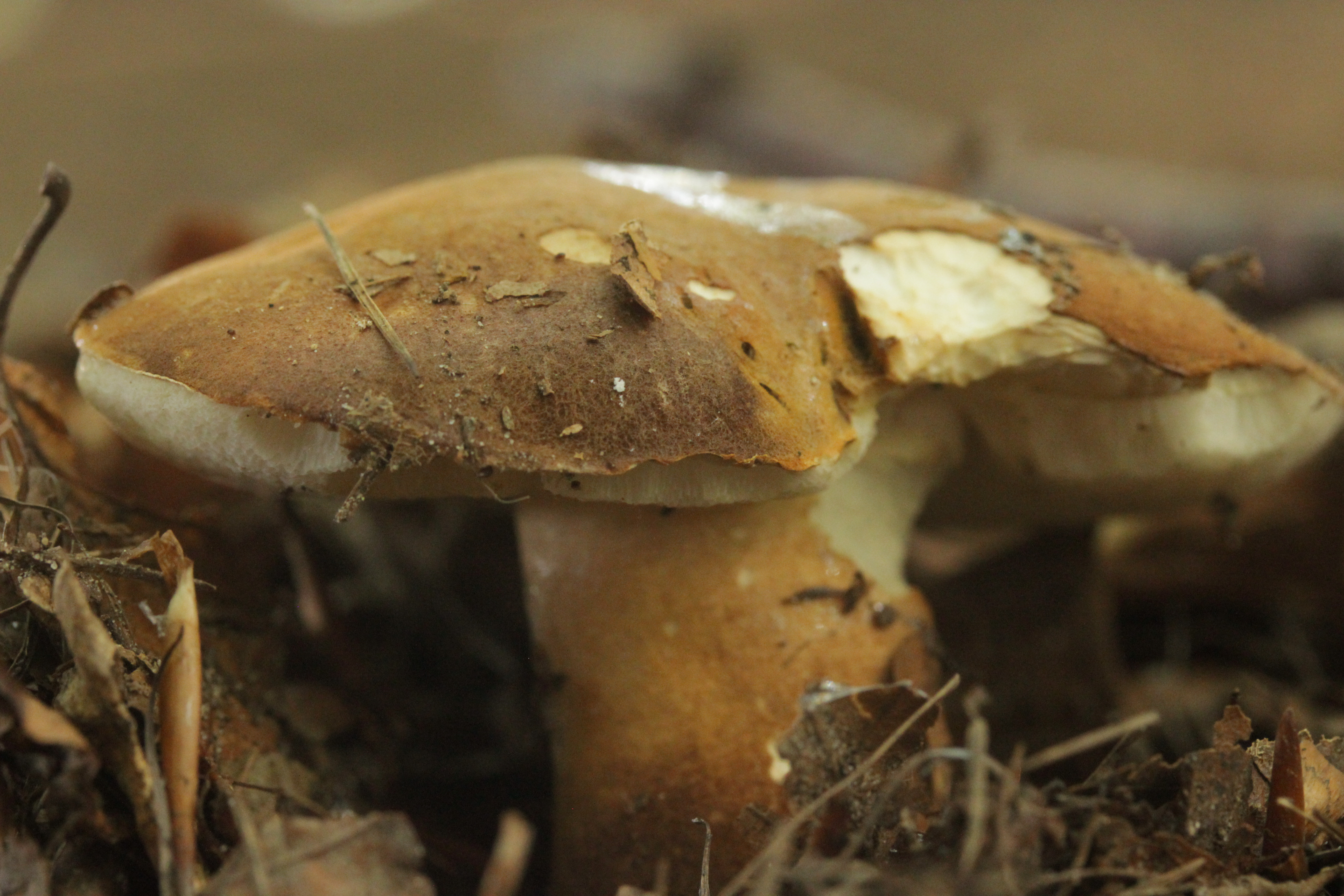
Gyrosporus castaneus
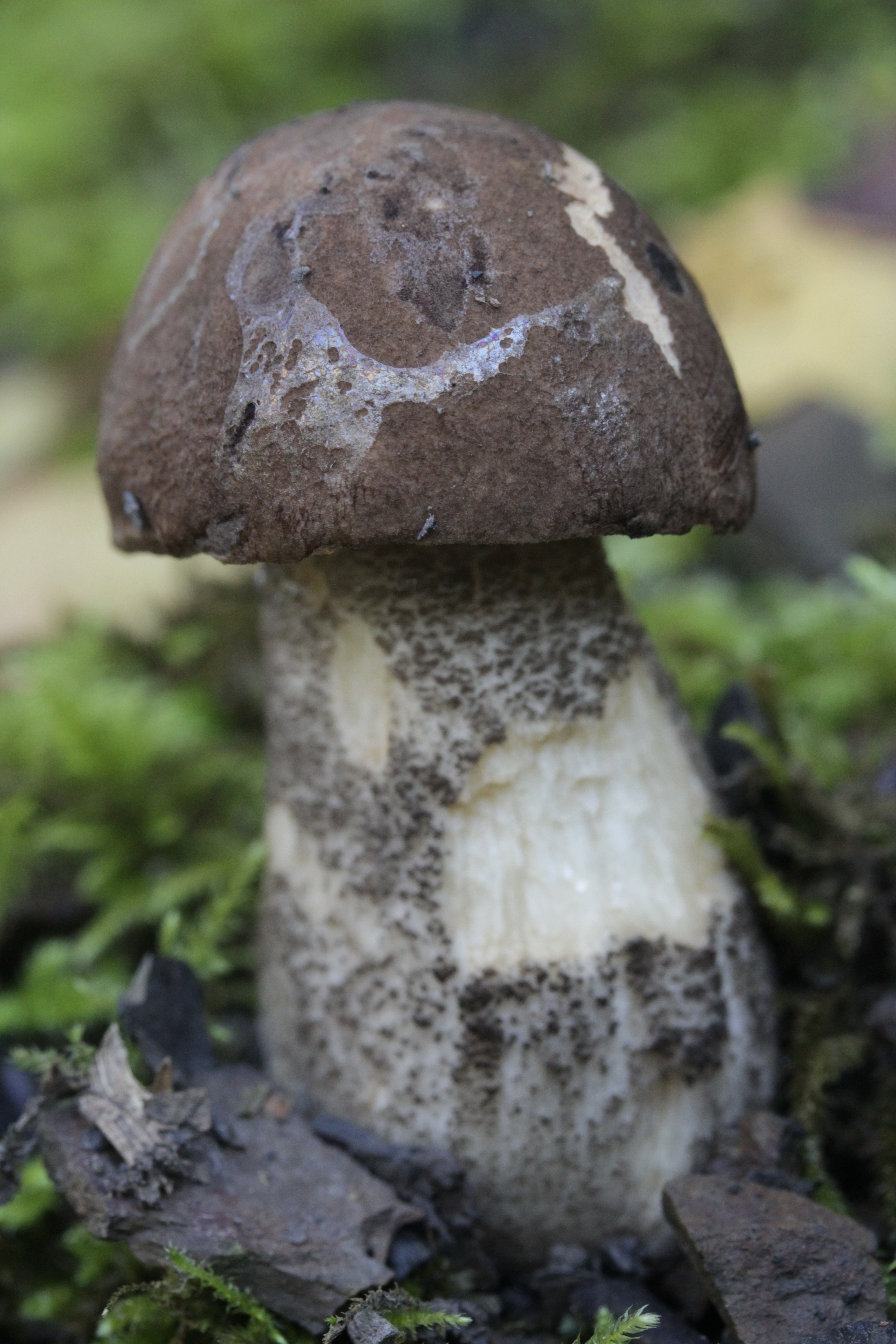
Leccinum scabrum

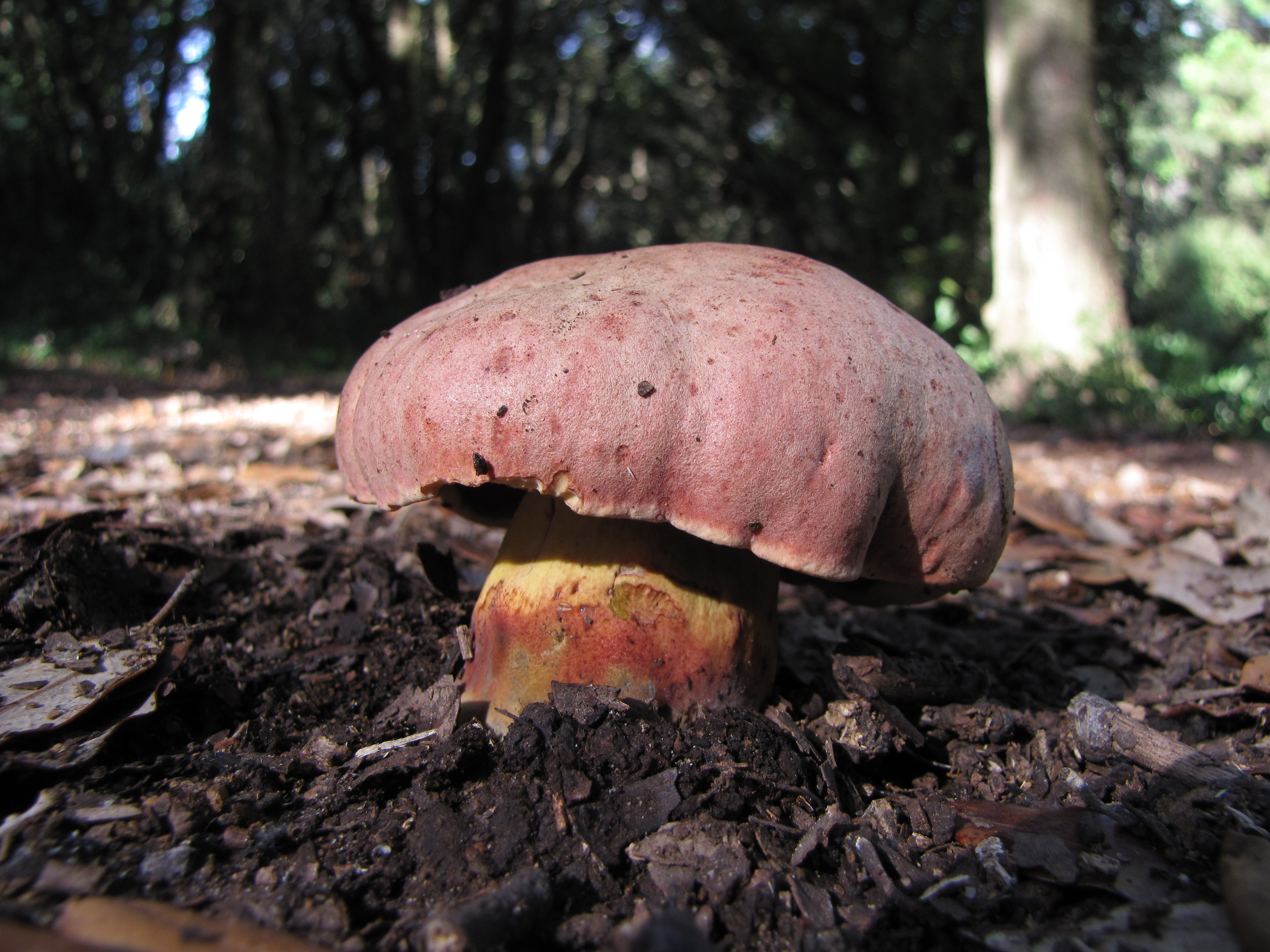
!Rubroboletus lupinus!
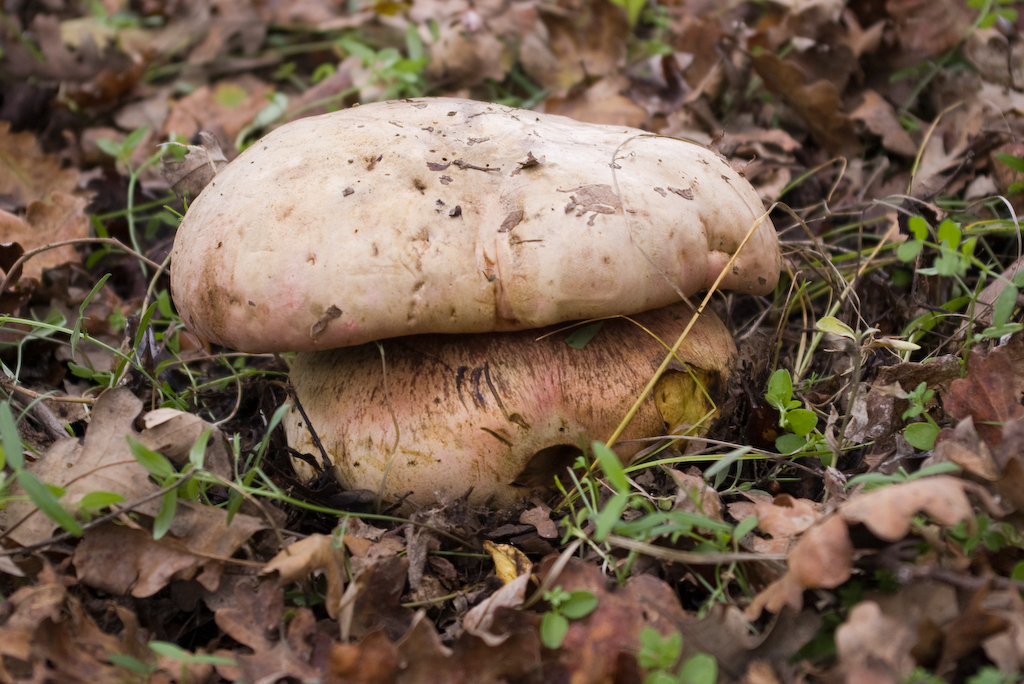
!! Rubroboletus satanas !!
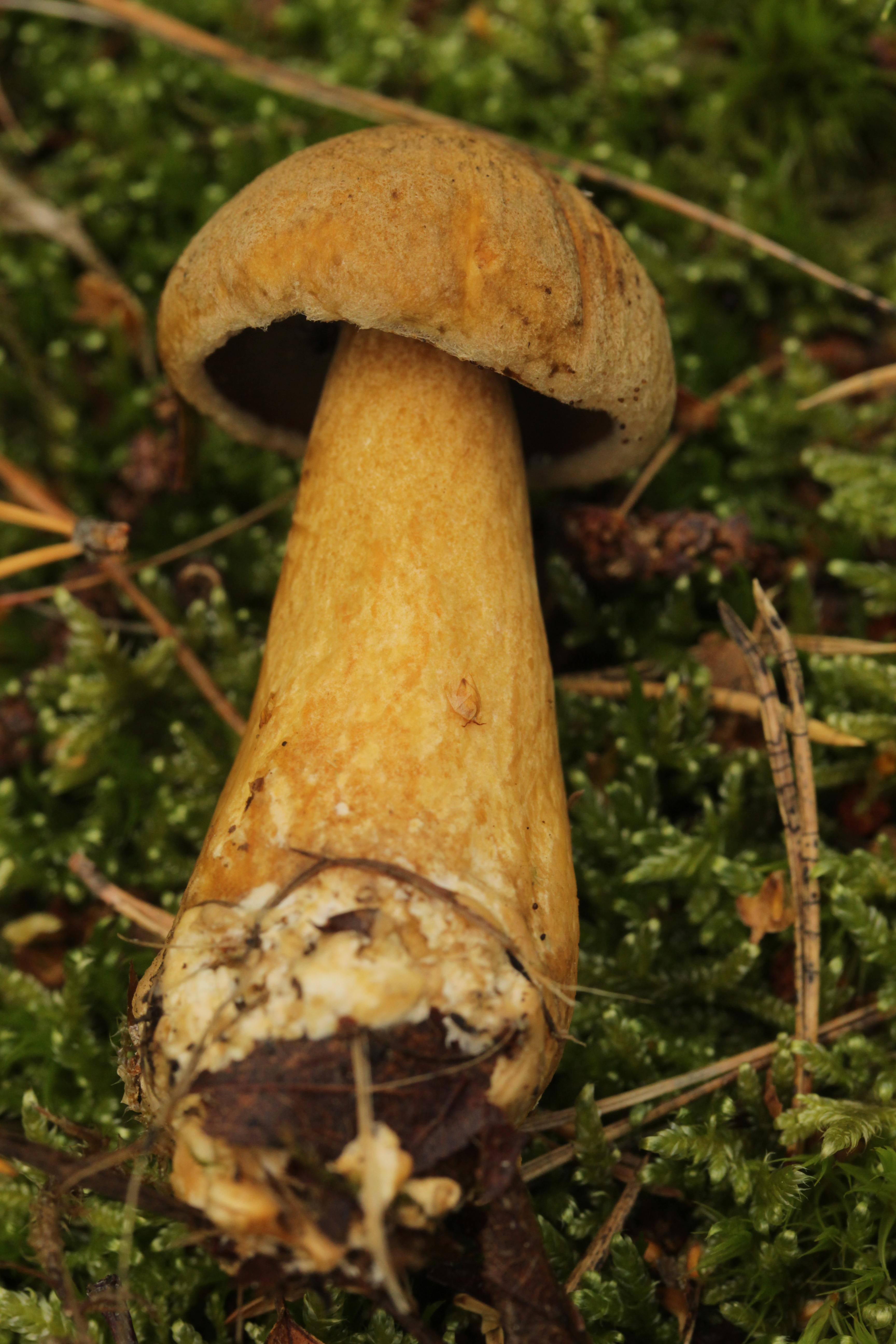
Suillus variegatus
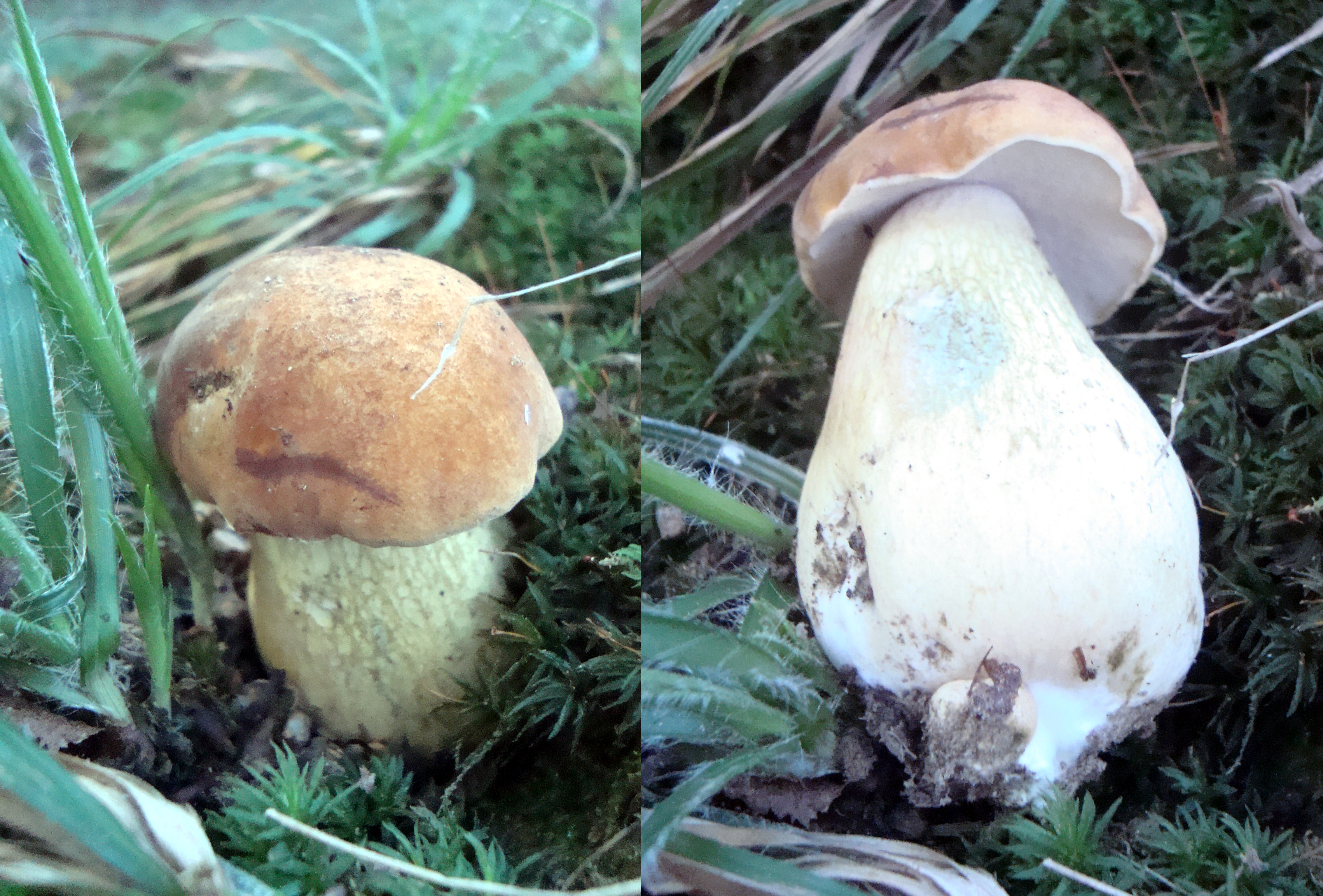
! Tylopilus felleus !
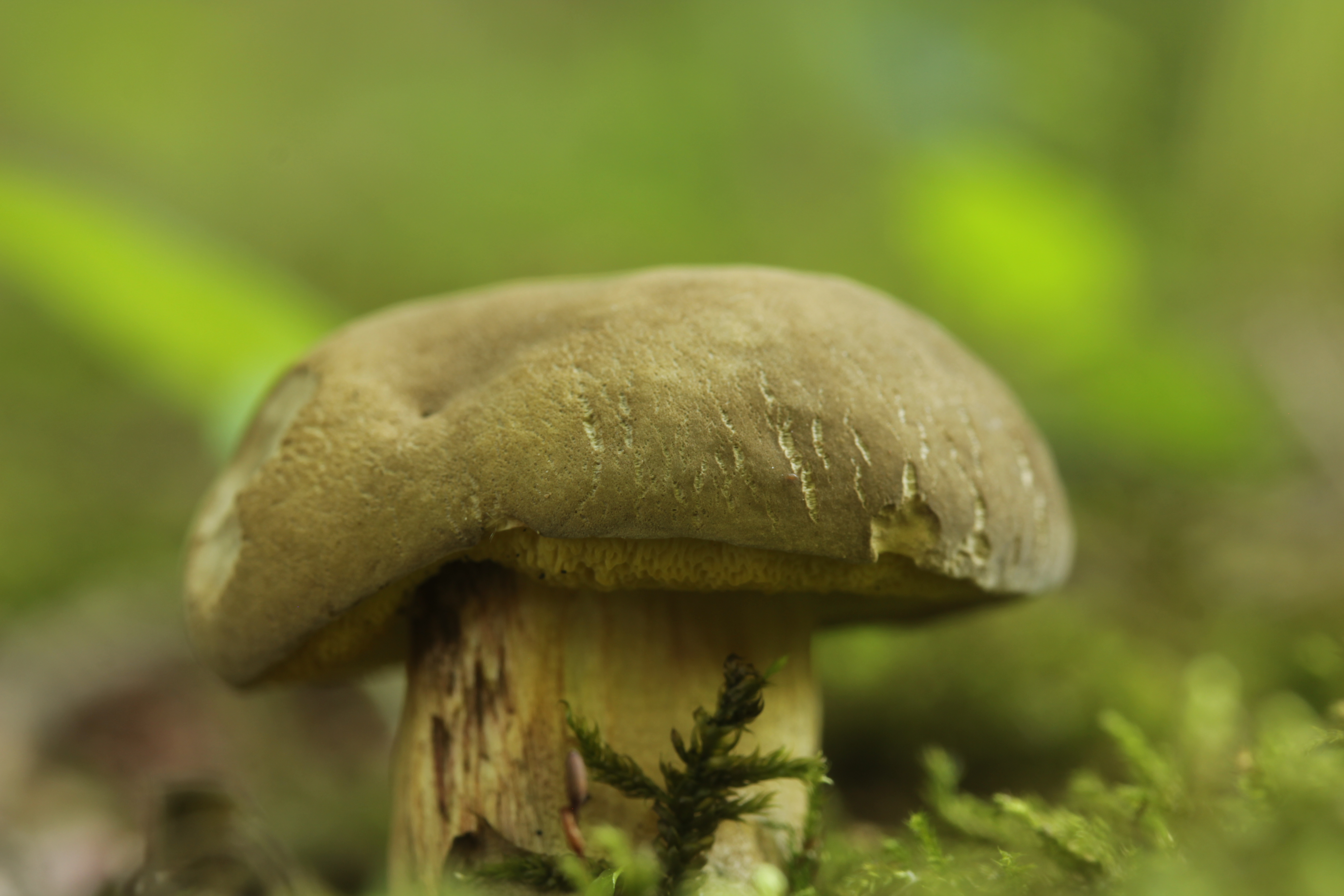
Xerocomus subtomentosus

## Valorificare

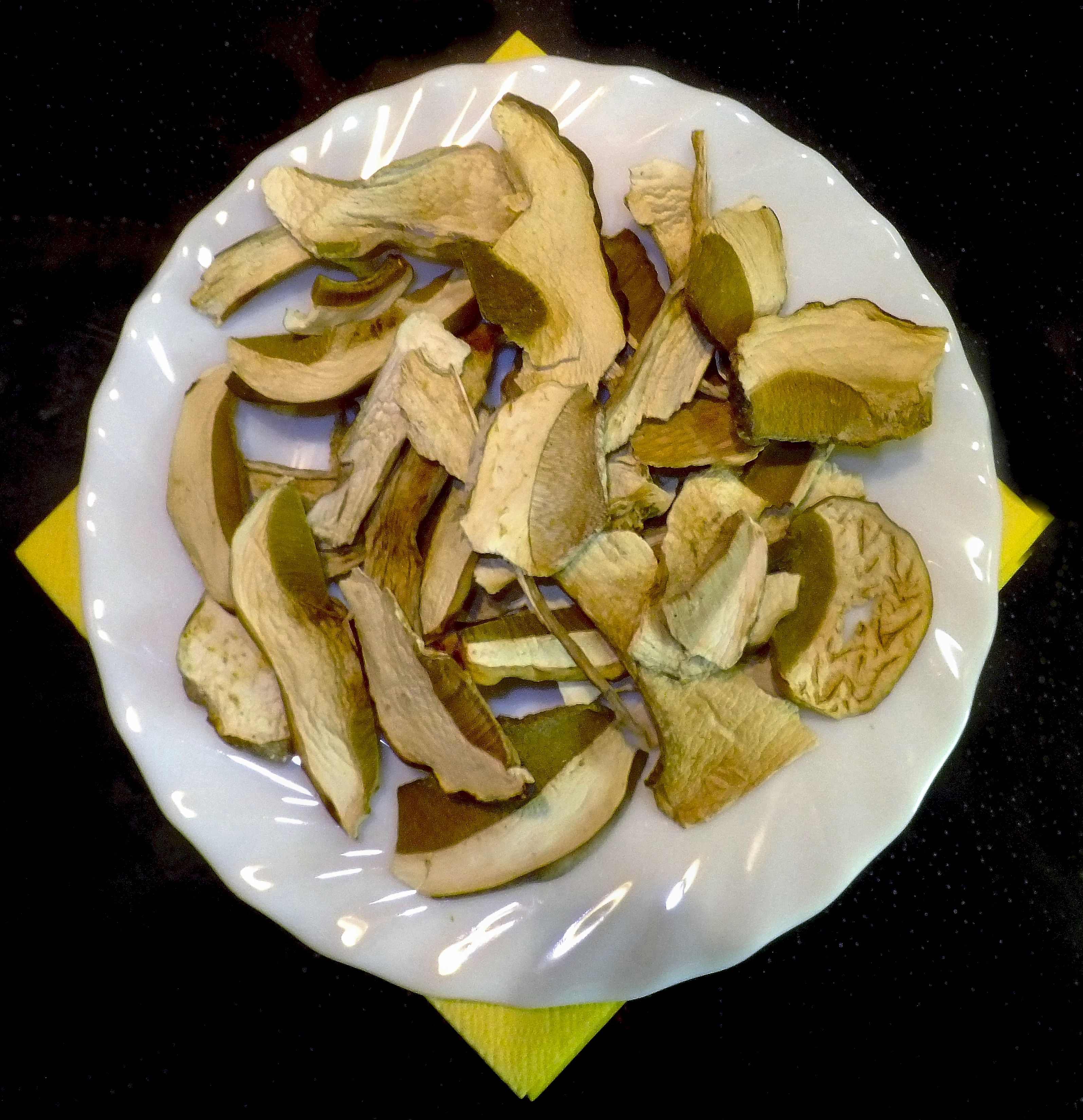
Hribi uscați

Bureții proaspeți pot fi pregătiți ca ciulama, de asemenea împreună cu alte ciuperci de pădure sau adăugați la un sos de carne de vită sau vânat. În afară de aceasta, ei pot fi tăiați felii și congelați. De asemenea este posibilă, după tăierea în felii, uscarea lor, bureții devenind după împuiere mai savuroși și gustoși. Excelenți sunt preparați ca Duxelles, un fel de zacuscă.